# Vissarion Belinski
Pour les articles homonymes, voir Belinski et Biélinski.
Vissarion Grigorievitch Belinski, souvent orthographié Biélinski (en russe : Виссарион Григорьевич Белинский), né le 30 mai 1811 (11 juin dans le calendrier grégorien) à Sveaborg près d'Helsingfors (aujourd'hui Helsinki) et mort le 26 mai 1848 (7 juin dans le calendrier grégorien) à Saint-Pétersbourg, est un des grands critiques littéraires russes du XIXe siècle, à tendance occidentaliste et individualiste.

## Biographie
Fils d'un médecin militaire, Vissarion Belinski n'appartenait pas à l'aristocratie, comme la plupart des intellectuels des années 1830-1840. Il fut exclu de l'université de Moscou pour l'activisme politique contre le servage, après avoir étudié à la faculté de philosophie de 1829 à 1832. Les étudiants étaient empreints de romantisme et admirateurs de l'idéalisme allemand, en particulier de Schelling, de Fichte et de Hegel. C'est pendant ces années qu'il fit la connaissance de Mikhaïl Bakounine (qui exerça une forte influence sur lui), d'Alexandre Herzen, de Nikolaï Stankevitch, de Nikolaï Ogarev, de Vassili Botkine et d'autres. 
Il commença à gagner sa vie en donnant des leçons particulières et en faisant des traductions du français (traduction de Paul de Kock). C'est en 1834 que débute véritablement sa carrière de critique littéraire, notamment dans la revue littéraire Le Télescope qui dut fermer en 1836 sur ordre de l'empereur Nicolas Ier. L'année suivante, alors qu'il est atteint des premiers symptômes de la tuberculose, dont il mourra, il fait la connaissance à Piatigorsk de Mikhaïl Lermontov. En 1839, il est de nouveau à Saint-Pétersbourg pour collaborer au journal Otetchestvennie zapiski (Les Annales de la Patrie). Il défend Nicolas Gogol qui avait maille à partir avec la censure pour Les Âmes mortes. En 1843, il épouse Maria Orlov, dont il a trois enfants. Il est alors au faîte de sa carrière. 
En 1846, il couvre le jeune Fiodor Dostoïevski — qu'il qualifie de « nouveau Gogol » — d'articles élogieux pour son premier roman, Les Pauvres Gens, avant de se brouiller avec lui. 
Pour Berdiaev, Bielinski fut "notre meilleur critique littéraire...mais la critique n'était pour lui qu'une forme d'expression de sa vision totale du monde, qu'un champ de bataille  pour le triomphe de la vérité." D'un point de vue esthétique, Belinski considérait que la poésie était l'expression suprême de la vérité, mais à la fin de sa vie, il considéra que le réalisme en littérature était supérieur à l'art pour l'art.
À partir de 1841, il se considéra comme un socialiste et se rapprocha de Nikolaï Nekrassov dans ses articles de la revue Le Contemporain. Il admirait alors la philosophie hégélienne et les thèses de Ludwig Feuerbach, mais il craignait que la dignité d'individu ne soit mise au second plan par rapport à la collectivité dans les théories socialistes qui s'élaboraient alors en Allemagne et en Russie.
En 1847, déjà gravement malade, il voyage à Salzbourg et à Berlin avant de retourner à Saint-Pétersbourg, où il meurt. Ses œuvres ne purent paraître à nouveau qu'en 1856, après la mort de Nicolas Ier.
Il est enterré au cimetière Volkovo de Saint-Pétersbourg.

### Des amitiés littéraires
Tourgueniev s'était lié d'amitié avec Bielinski dans ses jeunes années. Ils partageaient un intérêt commun pour les idées de Hegel. Tourgueniev témoigne dans ses souvenirs - 1868 -,  de cette amitié et de son admiration pour Bielinski: "Il était un homme vraiment passionné et vraiment sincère, capable de s'enthousiasmer sans réserve, mais exclusivement voué à la vérité, qui pouvait aimer comme exécrer de manière désintéressée." 
Dans son autobiographie, Passé et Méditations, Alexandre Herzen fait part de la longue amitié qui le lia avec Belinski, amitié émaillée de nombreuses fâcheries entre les deux hommes, souvent provoquées par des broutilles. Herzen relève en particulier leur manque commun de diplomatie.

### La polémique avec Gogol
En 1846, Gogol fait paraître Passages choisis d'une correspondance avec des amis. À la surprise de Gogol, l'ouvrage déclenche une polémique considérable, en particulier la lettre intitulée « Lettre à un propriétaire foncier ». Quelques mois plus tard, en juillet 1847, Belinski, indigné, se fend d'une réponse acide, une lettre ouverte à l'écrivain…
Cette lettre marqua beaucoup Herzen qui y voyait le « testament » de Belinski (la mauvaise santé de Belinski était connue de tous, mais la lettre représentait aussi un risque politique personnel).
Ivan Tourgueniev affirmait : « La lettre de Belinsky à Gogol tout entière constitue ma religion ».
Bakounine la cita lors d'un discours à Paris le 29 novembre 1847.
En avril 1849, c'est après avoir lu cette fameuse lettre au Cercle de Petrachevski que l'écrivain Fiodor Dostoïevski est arrêté et détenu plusieurs mois à la forteresse Pierre-et-Paul. Un procès est instruit au terme duquel le jeune écrivain est condamné à mort. La peine capitale est commuée in extremis en 4 ans de bagne en Sibérie.

## Postérité
Selon Wanda Bannour, « Les nihilistes des années 1860 sont les dignes fils spirituels de Vissarion Belinski. »
Son nom a été donné au Pont Belinsky à Saint-Petersbourg.
Un astéroïde (3747) Belinskij est nommé en son honneur.